# روبرت ماكسويل
إيان روبرت ماكسويل (بالإنجليزية: Ian Robert Maxwell)، واسمه الأصلي يان لوفيك هايمان بنيامين هوخ، وُلد في 10 يونيو 1923 وتوفي في 5 نوفمبر 1991، هو رجل أعمال وناشر وسياسي بريطاني من أصل تشيكوسلوفاكي يهودي، اشتهر لاحقًا بضلوعه في واحدة من أكبر فضائح الاحتيال المالي في تاريخ بريطانيا الحديث.
وُلد ماكسويل في مقاطعة روتشافا (حينها ضمن تشيكوسلوفاكيا) لعائلة يهودية، تمكن من الفرار من الاحتلال النازي خلال الحرب العالمية الثانية. انضم إلى الجيش التشيكوسلوفاكي في المنفى، ثم خدم في الجيش البريطاني حيث مُنح وسام الصليب العسكري تقديرًا لشجاعته في القتال. دخل مجال النشر بعد الحرب وأسّس شركة "برغامون برس" ، التي تحوّلت تحت قيادته إلى واحدة من أبرز دور النشر الأكاديمية في أوروبا.
في ستينيات القرن العشرين، شغل ماكسويل منصب عضو في البرلمان البريطاني عن حزب العمال (1964–1970)، لكنه عاد بعد ذلك إلى النشاط الاقتصادي، حيث توسّع في تملّك مؤسسات إعلامية بارزة، من بينها مجموعة "ميرور" للصحف، و"شركة الطباعة البريطانية" ، و"ماكميلان بابليشينغ".
عُرف ماكسويل بنمط حياة فخم واستعراضي؛ فقد كان يقطن قصر "هيدنغتون هيل هول" في أوكسفورد، ويملك طائرة هليكوبتر ويختًا فاخرًا أطلق عليه اسم "ليدي غيسلين" نسبةً إلى ابنته غيسلين ماكسويل. كما اشتهر بسلوكه الحاد وقدرته على خوض معارك قانونية وإعلامية متكررة.
في أواخر الثمانينيات، بدأت ديونه تتراكم بشكل كبير، واضطر عام 1989 إلى بيع عدد من أصوله، بما في ذلك شركة "برغامون برس"، لتغطية التزاماته المالية. وفي 5 نوفمبر 1991، عُثر على جثته طافية في المحيط الأطلسي قرب جزر الكناري، بعد أن اختفى من على متن يخته الخاص. ورغم أن ظروف وفاته ما تزال غامضة، إلا أن التحقيقات الرسمية رجّحت فرضية السقوط العرضي. دُفن ماكسويل لاحقًا في القدس.
أدت وفاته إلى انهيار إمبراطوريته الإعلامية، حيث طالبت البنوك باسترداد قروضها، وسرعان ما تكشّف أن ماكسويل كان قد اختلس مبالغ ضخمة من صناديق التقاعد التابعة لشركاته، قُدّرت بمئات الملايين من الجنيهات الإسترلينية. تقدّمت شركاته بطلبات للإفلاس عام 1992، وكشفت التحقيقات عن تورّطه في واحدة من أسوأ عمليات الاختلاس في تاريخ بريطانيا، ولا سيما في ما عُرف بفضيحة صندوق تقاعد مجموعة "ميرور".

## إمبراطوريته الإعلامية[8]
- شركة برجامون برس.
- امتلك حصصاً متفاوتة في عدد كبير من الصحف في ثلاث عشرة دولة.
- مجموعة ميرورنيوز: وهي تنشر عدداً من الصحف البريطانية المهمة مثل:
  - ديلي ميرور
  - صاندي ميرور
- صحيفة ذي إندبندنت اليومية البريطانية (امتلك 6%).
- صحيفة ديلي نيوز الصادرة في نيويورك.
- صحيفة ماجيار هيرلاب اليومية (المجر).
- أصدر في عام 1986 صحيفة الصين اليومية تشاينا ديلي التي كانت تَصدُر بالإنجليزية في بكين ولندن، إلا أنه تَوقَّف عن نشرها بعد أحداث الصين عام 1989.
- أصدر عام 1988 الصحيفة الأوربية الأسبوعية ذي يوروبيان.
- اشترى في عام 1989 دارين للنشر في الولايات المتحدة هما: دار ماكميلان التي كانت ثاني أكبر دار نشر أمريكية، والدار التي تَنشُر الدليل الرسمي لشركات الطيران.
- امتلك، منذ عام 1981، شركة للاتصالات هي ماكسويل كوميونيكيشن كوربوريشن.
- ثلث حصص صحيفة معاريف الإسرائيلية التي تحتل المرتبة الثانية بين الصحف الإسرائيلية من ناحية التوزيع.
- خمسين في المائة من حصص دار كيتر للنشر، وهي الشركة التي تُصدر الموسوعة اليهودية (جودايكا).
- حصص في شركتين إسرائيليتين هما: شركة سايتكس وهي من الشركات الرائدة في مجال الرسوم البيانية بالكومبيوتر والطباعة بالألوان، وشركة تيفا فارماسوتيكال للمنتجات الطبية.
- أصبح ماكسويل رئيس شركة سندات إسرائيل في بريطانيا عام 1988.

وقد كان ماكسويل من مؤيدي سياسات حكومة الليكود الإسرائيلية، وصرح قبل وفاته ببضعة أسابيع بأن آراءه تتطابق تماماً مع آراء رئيس الوزراء الإسرائيلي إسحق شامير. وأيَّد ماكسويل مبدأ إبعاد الفلسطينيين عن أرضهم وتوطينهم في البلدان العربية، كما كان يصرح دائماً بأن الأردن هي الدولة الفلسطينية (كما يفعل الإسرائيليون والصهاينة). وفي عام 1989، وبَّخ ماكسويل رئيس تحرير جريدة معاريف لنشره مقالاً عرض فيه تقرير الاستخبارات الإسرائيلية ومؤداه أنه ليس هناك بديل عن الحوار مع منظمة التحرير الفلسطينية. كما بيَّن ماكسويل أن الدافع وراء محاولته الفاشلة شراء صحيفة جيروساليم بوست في عام 1989 كان وقف النقد الذي كانت توجهه الصحيفة للحكومة الإسرائيلية.
وقد قدم ماكسويل خدمات كثيرة لإسرائيل، حيث قد نجح ماكسويل باستصدار 300 ألف تأشيرة خروج ليهود كانت إسرائيل تسعى جاهدة لإخراجهم من الاتحاد السوفيتي
تورط ماكسويل قبل وفاته بقليل في قضية تجسس وتجارة سلاح. حيث تَورَّط مع محرر الشؤون الخارجية لجريدته الديلي ميرور في تسهيل عقد صفقات سلاح سرية لإسرائيل، وفي تسهيل اختطاف مردخاي فعنونو، وهو أحد العاملين في مفاعل ديمونة والذي كشف عن وجود مائتي قنبلة نووية لدى إسرائيل. كما ادعى ضابط في المخابرات الإسرائيلية، وهو آرييه منَسَّى، أن ماكسويل كان متورطاً في مبيعات الأسلحة إلى إيران (أثناء حربها مع العراق) وهي مبيعات تمت بموافقة رئيس الوزراء الإسرائيلي إسحق شامير ونائب الرئيس الأمريكي آنذاك جورج بوش.

## وفاته
في الخامس من نوفمبر عام 1991 عن عمر 68 عاما وجد ماكسويل ملقى ميتا في المياه من على ظهر يخته الذي كان يبحر بالقرب من جزر الكناري، وكان التقرير الرسمي للحادثة هو الغرق ولكن هناك روايات تثبت تورط جهاز الموساد الإسرائيلي في ترتيب عملية اغتياله. وقد دُفن ماكسويل في فلسطين المحتلة وفقاً لرغبته.
وبعد وفاته فتحت قضايا عديدة منها الفضيحة المالية الكبرى حيث قام بتحويل أكثر من 700 مليون جنيه إسترليني من صناديق المعاش في مجموعة الشركات العامة ميرور جروب التي كان يديرها، وذلك لتغطية خسائر شركاته الخاصة ولمساعدة إمبراطوريته الإعلامية. وتبيَّن أيضاً أنه احتال على مؤسسة مالية سويسرية للحصول على قرض قيمته 100 مليون دولار، وأنه استخدم الأصول نفسها لضمان أكثر من قرض.

## روابط خارجية
- روبرت ماكسويل على موقع IMDb (الإنجليزية)
- روبرت ماكسويل على موقع الموسوعة البريطانية (الإنجليزية)
- روبرت ماكسويل على موقع مونزينجر (الألمانية)
- روبرت ماكسويل على موقع ألو سيني (الفرنسية)
- روبرت ماكسويل على موقع إن إن دي بي (الإنجليزية)
- روبرت ماكسويل على موقع كينوبويسك (الروسية)
- روبرت ماكسويل على موقع كينوبويسك (الروسية)